# 10101: "Will" the Starship
10101: "Will" the Starship est un jeu vidéo d'action sorti en 1997 sur PlayStation. Le jeu a été édité par Retail.